# Diffa (Region)
Die Region Diffa ist eine der sieben Regionen Nigers und liegt im Südosten des Landes. Ihre Hauptstadt ist Diffa. Die Region hat 593.821 Einwohner (2012).

## Geographie

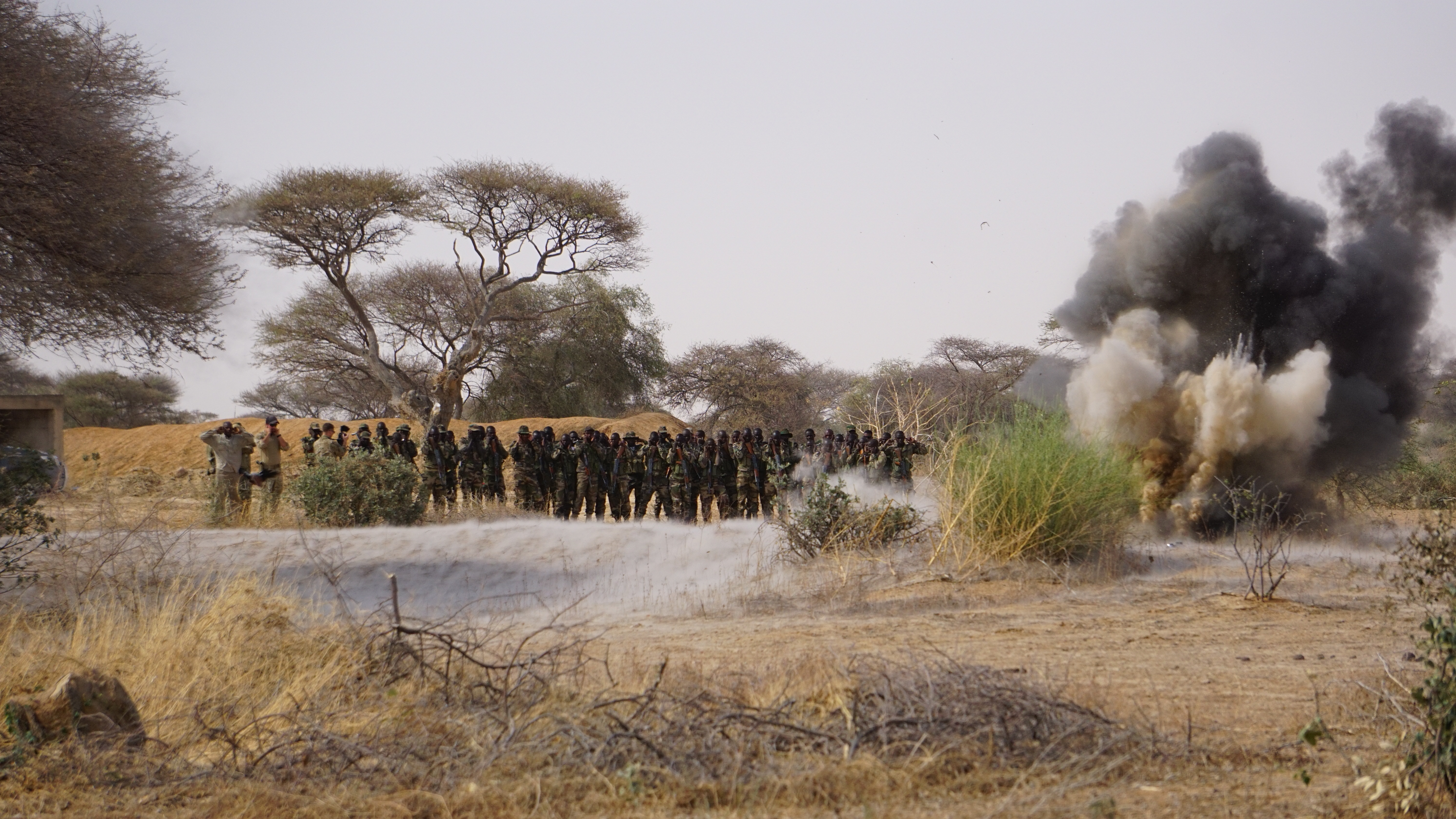
Eine Militärübung in der Landschaft der Region Diffa (2017)

Diffa grenzte ursprünglich im Südosten an den Tschadsee. In ihrem geologischen Aufbau ist die Region zum überwiegenden Teil dem Erdzeitalter Quartär zuzurechnen. Im Norden gehören kleinere Abschnitte zum Erdzeitalter Präkambrium. Im Holozän bildeten größere Teile der Region den Seegrund des Mega-Tschadsees, dessen Uferregionen noch am Ausgang des Dilia-de-Lagané-Tals erkennbar sind. Den Süden der Region bildet die großräumige Landschaft Manga.
Die Region Diffa ist in die sechs Departements Bosso, Diffa, Goudoumaria, Maïné-Soroa, N’Gourti und N’Guigmi unterteilt.
Diffa grenzt im Norden an die nigrische Region Agadez, im Osten an die tschadischen Provinzen Tibesti, Borkou und Kanem, im Süden an die nigerianischen Bundesstaaten Borno und Yobe und im Westen an die nigrische Region Zinder. Die Grenze zu Nigeria wird teilweise vom Fluss Komadougou Yobé gebildet.

## Geschichte
Die Region Diffa geht auf die französische Kolonialzeit zurück. Im Juli 1922 wurde Niger in neun Kreise (cercles) gegliedert, die aus Unterabteilungen (subdivisions) bestanden. Im Gebiet der späteren Region Diffa gab einen Kreis N’Guigmi und eine zum Kreis Gouré gehörende Unterabteilung (subdivision) mit Maïné-Soroa als Hauptort. Der Kreis N’Guigmi stand bis 1946 unter Militärverwaltung. Nach der Unabhängigkeit Nigers im Jahr 1960 wurde die Kreise am 1. Januar 1961 durch 31 Bezirke (circonscriptions) ersetzt.
Der unmittelbare Vorgänger der Region Diffa war das Departement Diffa, das durch eine am 1. Oktober 1965 in Kraft getretene Verwaltungsreform geschaffen wurde, die Niger in sieben Departements (départements) gliederte. Die damaligen Departements wurden schließlich am 14. September 1998 in Regionen (régions) umgewandelt, die ihrerseits in Departements unterteilt sind.
Die Region war von der Hungerkrise in Niger in den Jahren 2004–2006 betroffen.

## Politik

### Gouverneur
An der Spitze der Region steht ein vom Ministerrat Nigers ernannter Gouverneur. Er vertritt den Gesamtstaat. Vor der Umwandlung in eine Region wurde das Gebiet nicht von einem Gouverneur, sondern von einem Präfekten geleitet.
Liste der Präfekte (Auswahl)
- 1979–1981: Dandi Abarchi[4]
- 1981–1983: Bagnou Beido[5]
- 1987–1989: Nouhou Bako[6]
- 1991: Illias Almahady[7]
- 1997–1998: Mallam Oubandawaki[8]
- 1998–1999: Mounkaïla Issa[9]

Liste der Gouverneure (Auswahl)
- 2010–2013: Mamadou Fodé Camara[10]
- 2013–2015: Yacoubou Soumana Gaoh[11]
- 2015–2016: Abdou Kaza[12]
- 2016–2018: Dan Dano Mahamadou Laoualy[13]
- 2018–2019: Mahamadou Bakabé[14]
- 2019: Mohamed Mouddour[15]
- 2019–2022: Issa Lamine[16]
- 2022–2023: Smaine Younouss[17]
- seit 2023: Ibrahim Bagadoma[18]

### Regionalrat

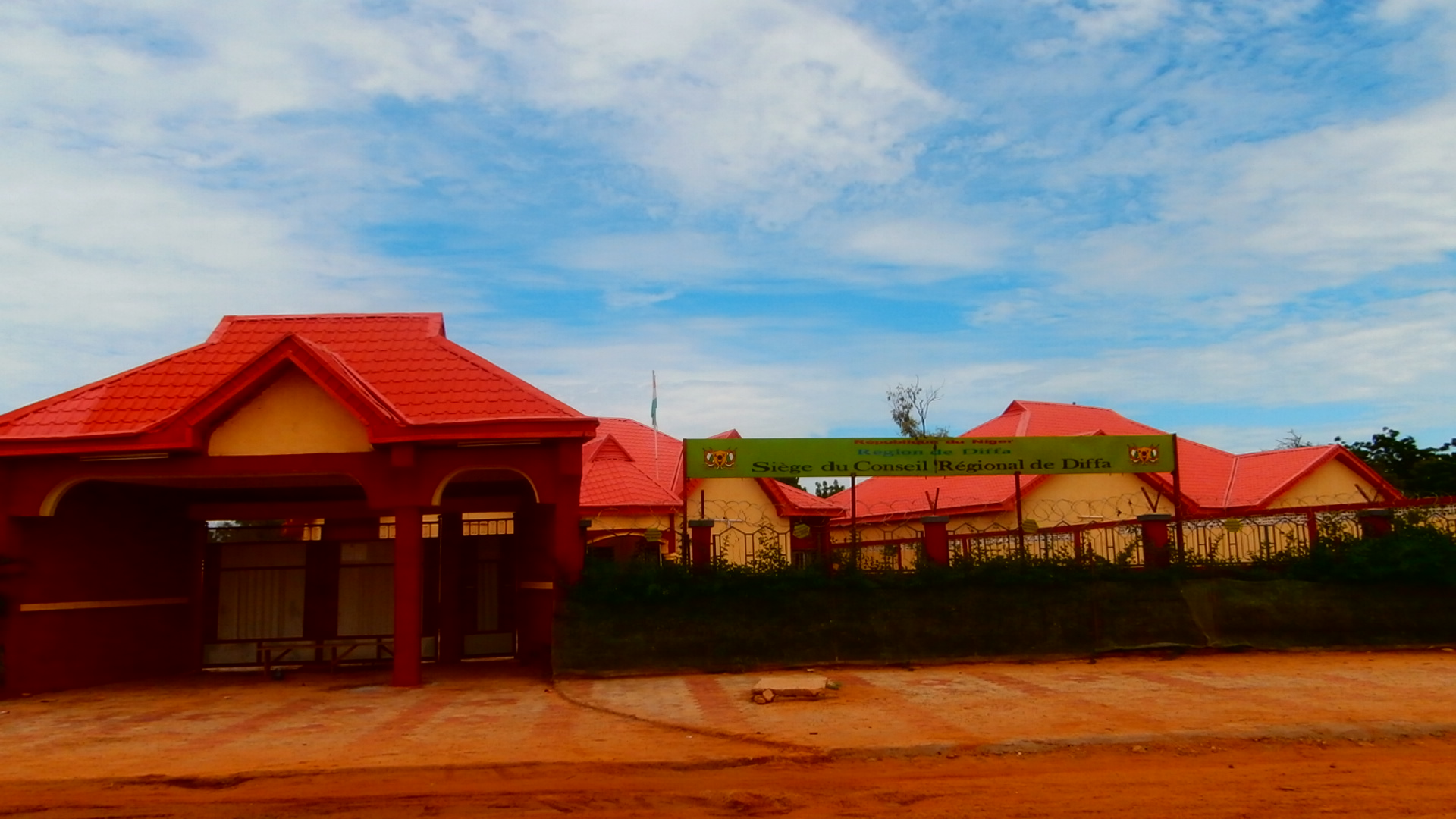
Sitz des Regionalrats von Diffa (2013)

Der Regionalrat (conseil régional) von Diffa ist ein Organ der Deliberation. Er setzt sich aus gewählten Mitgliedern und Mitgliedern von Rechts wegen zusammen. Letztere, die nicht mehr als ein Fünftel der durch Wahl vergebenen Sitze einnehmen dürfen, sind Vertreter der chefferie traditionnelle, der traditionellen Herrscher. Der Regionalrat von Diffa hat 28 gewählte Mitglieder.
Der Präsident des Regionalrats (président du conseil) und dessen ein bis zwei Stellvertreter sind ein Organ der Exekutive in der Region.

## Bevölkerung
Das Gebiet der Region Diffa hatte 1960, im Jahr der Unabhängigkeit Nigers, etwa 123.000 Einwohner. Die Volkszählung 1977 ergab 167.389 Einwohner, die Volkszählung 1988 186.792 Einwohner und die Volkszählung 2001 346.595 Einwohner. Die Volkszählung 2012 ergab 593.821 Einwohner.
Diffa ist die einzige Region Nigers, in der die Kanuri die Bevölkerungsmehrheit stellen. Dieser Volksgruppe gehören 60 % der Gesamtbevölkerung an. Die zweitgrößte Gruppe sind die Fulbe mit 25 %. Weitere Volksgruppen in der Region sind Tubu mit 6 %, Hausa mit 4 %, Araber mit 2 % sowie Zarma-Songhai und Tuareg mit jeweils 1 %. In Diffa leben im Vergleich zu den anderen Regionen Nigers die zahlen- und anteilsmäßig meisten Tubu und die wenigsten Hausa.

## Wirtschaft und Infrastruktur

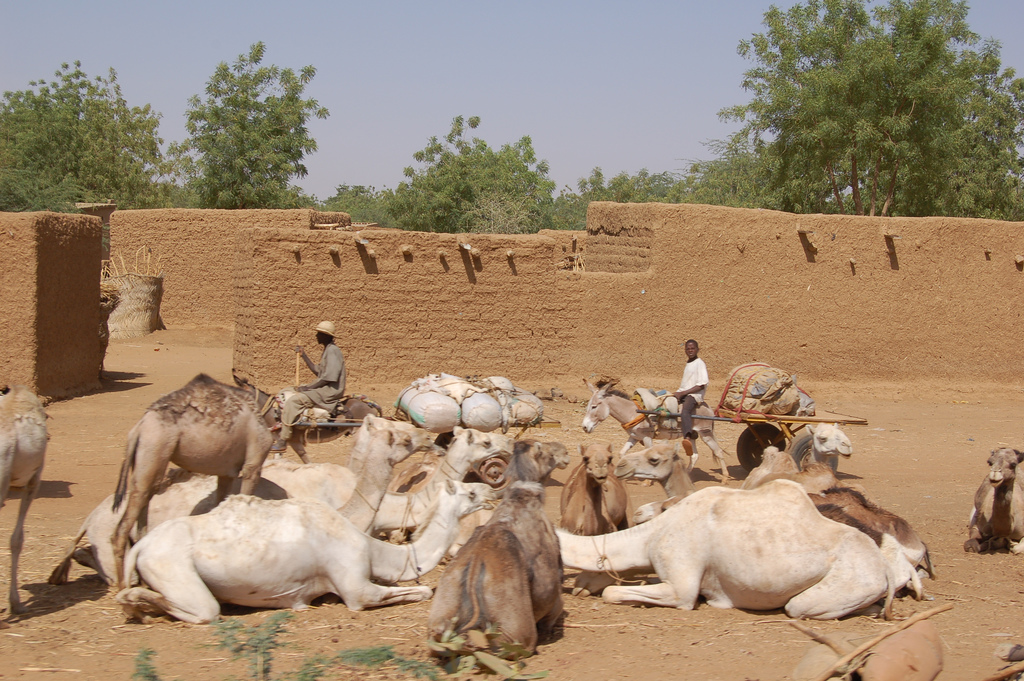
Kamele und Maultierkarren in der Region Diffa (2006)

Die Desertifikation stellt ein Problem für die Landwirtschaft, von der die meisten Bewohner leben, dar. Durch den Rückgang des Tschadsees sind Bauern von Wassermangel betroffen und Fischer verlieren ihre Lebensgrundlage. Es besteht Landflucht.
In der Region Diffa gibt es 549 Grundschulen, davon sind drei Privatschulen. Die Brutto-Einschulungsrate betrug im Schuljahr 2009/2010 53,5 % (landesweit 72,9 %), bei Mädchen 52,2 % (landesweit 63,9 %). Auf einen Grundschullehrer kamen durchschnittlich 23 Schüler (landesweit 39). Die Grundschulabschlussrate betrug 30,9 % (landesweit 49,3 %), bei Mädchen 28,7 % (landesweit 41,5 %).